# Cabó

Położenie gminy na mapie comarki Alt Urgell

Cabó – gmina w Hiszpanii,  w Katalonii, w prowincji Lleida, w comarce Alt Urgell.
Powierzchnia gminy wynosi 80,33 km². Zgodnie z danymi INE, w 2005 roku liczba ludności wynosiła 108, a gęstość zaludnienia 1,34 osoby/km². Wysokość bezwzględna gminy równa jest 768 metry. Współrzędne geograficzne gminy to 42°14'25"N, 1°14'55"E.

## Dynamika populacji
- 1991 – 142
- 1996 – 127
- 2001 – 117
- 2004 – 114
- 2005 – 108

## Miejscowości
W skład gminy Cabó wchodzą trzy miejscowości, w tym miejscowość gminna o tej samej nazwie:
- Cabó – liczba ludności: 50
- El Pujal de Cabó – 24
- El Vilar de Cabó – 34